# Саймон Грейсон
Саймон Грейсон (англ. Simon Grayson, нар. 16 грудня 1969, Ріпон) — англійський футболіст, що грав на позиції захисника. По завершенні ігрової кар'єри — тренер.

## Ігрова кар'єра
Грейсон почав займатися футболом у академії клубу «Бедейл», з якої потрапив у «Лідс Юнайтед». Перший матч на професійному рівні провів у 1988 році у складі «Лідс Юнайтед», але стати основним йому не вдалося. За чотири роки Грейсон провів у складі «білих» лише дві гри.
У березні 1992 року підписав контракт з «Лестер Сіті». За наступні п'ять років Грейсон 229 разів виходив на поле у футболці «лис». У 1997 році разом з «Лестером» став переможцем Кубка англійської ліги. У тому ж сезоні вболівальники команди визнали його кращим гравцем сезону. Після цього успіху зацікавилася захисником «Астон Вілла», і вже влітку Грейсон опинився на «Вілла Парк», де провів наступні два сезони.
У липні 1999 року Грейсон підписав контракт з «Блекберн Роверз», у складі якого зіграв за перший сезон 35 матчів. Незабаром захисник втратив місце в основному складі «Блекберна» і наступні два роки провів в оренді в клубах «Шеффілд Венсдей», «Стокпорт Повіт», «Ноттс Каунті» та «Бредфорд Сіті».
19 липня 2002 року уклав угоду з командою «Блекпул». Грейсон зіграв за «мандаринових» у більш ніж 100 матчах і був капітаном клубу. Перший час, проведений у «Блекпулі», він виступав на позиції правого захисника, але потім головний тренер Колін Гендрі перевів футболіста в півзахист. Завершив професійну кар'єру футболіста виступами за команду «Блекпул» у 2006 році.

## Кар'єра тренера

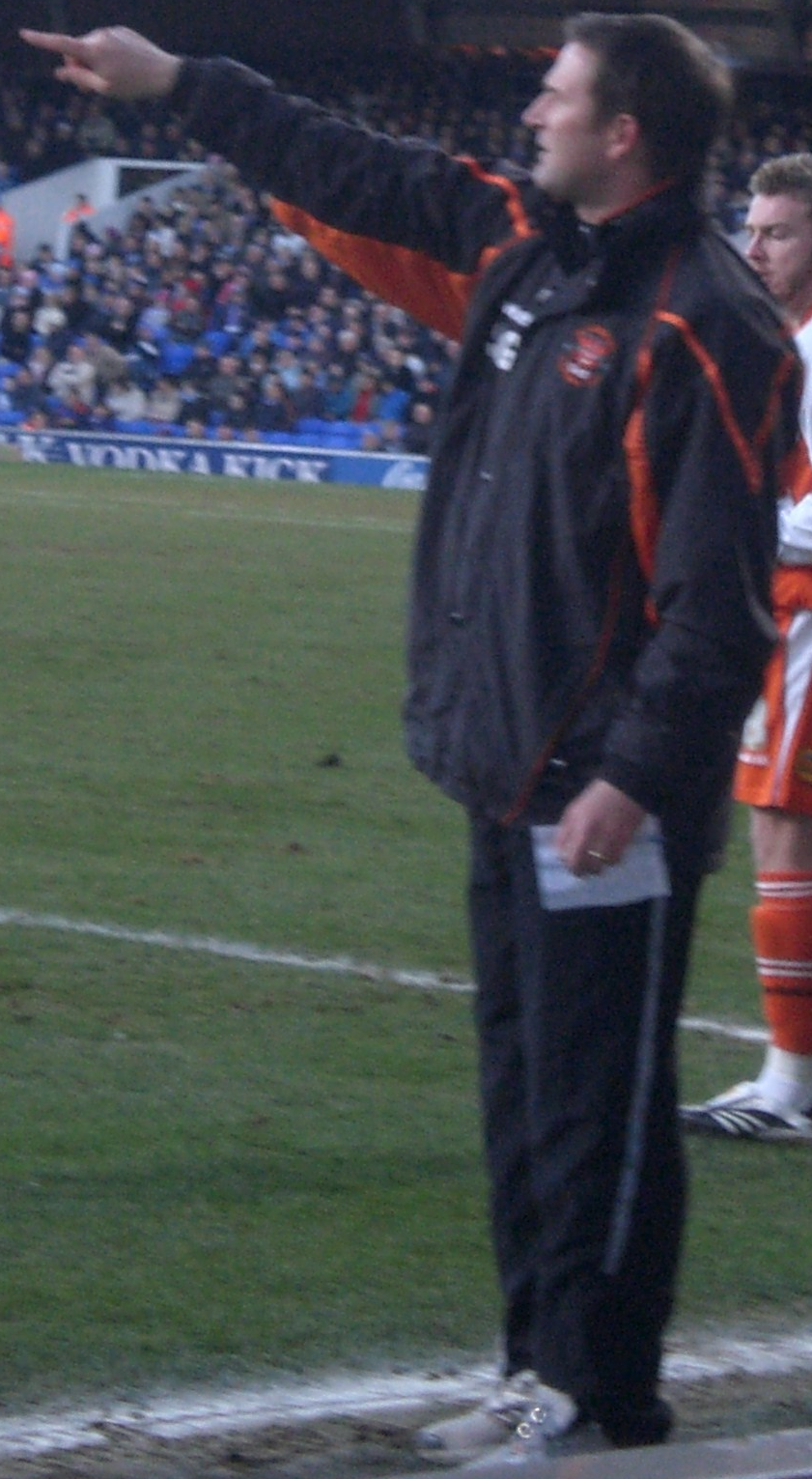
Саймон Грейсон під час роботи з «Блекпулом». 2008 рік.

Ще виступаючи за «Блекпул», 10 листопада 2005 року Грейсон призначений виконувачем обов'язків головного тренера після звільнення Коліна Гендріа . Після того як за результатами сезону Грейсон зумів врятувати команду від вильоту з Першої ліги, він був призначений тренером на постійній основі і закінчив ігрову кар'єру. У наступному сезоні 2006/07 клуб зайняв 3-тє місце і через перемогу в серії плей-оф вийшов у Чемпіоншип. Там Грейсон продовжив керувати командою, зайнявши з нею 19 місце і врятувавши її від вильоту. Наступний сезон Саймон також утримував команду від вильоту, втім у грудні 2008 року покинув команди аби очолити рідний «Лідс Юнайтед», який запросив Грейсона після звільнення Гері Макаллістера.
На той момент «Лідс Юнайтед» виступав у третьому за рівнем дивізіоні і у першому ж сезоні 2008/09 Грейсон зайняв з командою 4-те місце, втім програвши у плей-оф не зумів підвищити клуб. Але вже наступного сезону команда стала другою і напряму вийшла у Чемпіоншип. Там у першому сезоні клуб виступив достатньо вдало, ставши сьомим і лише на 3 очки відставши від зони плей-оф, втім наступного року результати погіршились і 1 лютого 2012 року Грейсон був звільнений, коли команда перебувала на 10 місці.
20 лютого 2012 року Грейсон очолив «Гаддерсфілд Таун», який також у сезоні 2011/12 вивів з Першої ліги у Чемпіоншип, здобувши перемогу в плей-оф. Втім і цього разу в другому за рівнем дивізіоні у Грейсона справи пішли гірше і він був звільнений 24 січня 2013 року після серії з 12 послідовних матчів без перемоги, що тривала з 17 листопада 2012 року.
18 лютого 2013 року очолив «Престон Норт-Енд» і у сезоні 2013/14 зайняв з командою 5 місце у Першій лізі, втім поступився у плей-оф. Проте вже наступного року зайнявши третє місце «Престон» зумів виграти плей-оф і вийти у Чемпіоншип, де тренував команду у двох наступних сезонах, займаючи місце у середині таблиці.
29 червня 2017 року Грейсон очолив інший клуб Чемпіоншипу «Сандерленд», змінивши Девіда Моєса. Втім здобувши лише одну перемогу у 15 матчах чемпіонату, вже 31 жовтня після домашньої нічиї 3:3 з «Болтон Вондерерз» Саймон був звільнений, залишився команду на 22-му місці в таблиці (третє з кінця) з 10 очками.
11 лютого 2018 року Грейсон очолив замість Стюарта Макколла тренерський штаб команди «Бредфорд Сіті», з якою зайняв 11 місце у Першій лізі, після чого в травні покинув клуб. Таким чином Грейсон став першим тренером, який тренував усі три великих клуби у Вест-Йоркширі — «Бредфорд Сіті», «Гаддерсфілд Таун» і «Лідс Юнайтед».
6 липня 2019 року удруге в тренерській кар'єрі очолив «Блекпул», з яким уклав дворічний контракт. Утім вже через сім місяців, у лютому 2020, був звільнений через незадовільні результати команди.

## Титули і досягнення
- Володар Кубка англійської ліги (1):

«Лестер Сіті»: 1996/97